# Pfarrhaus (Wilburgstetten)

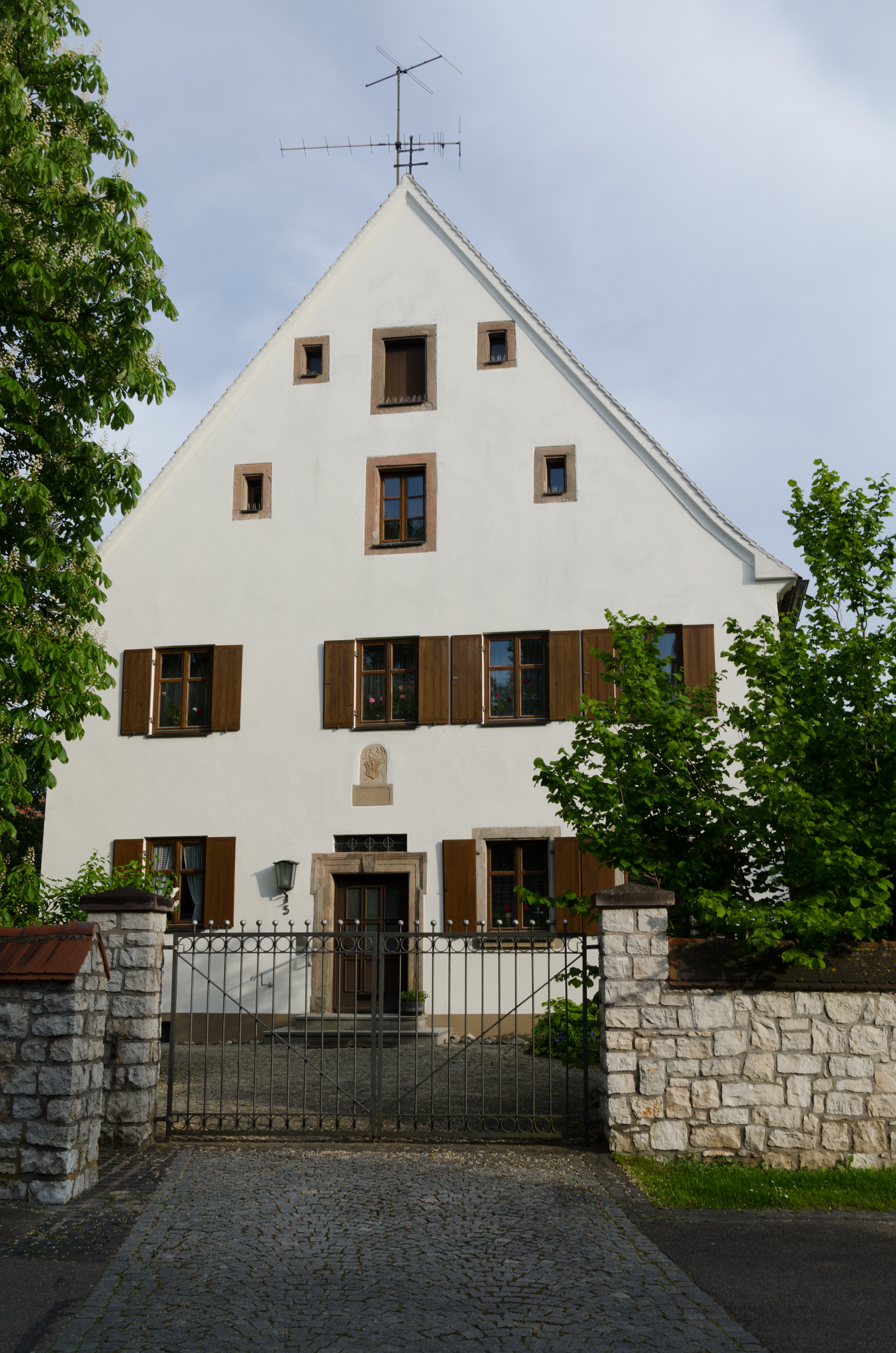
Pfarrhaus in Wilburgstetten

Das katholische Pfarrhaus in Wilburgstetten, einer Gemeinde im mittelfränkischen Landkreis Ansbach in Bayern, wurde 1666 errichtet und 1733 umgebaut. Das Pfarrhaus am Bischof-Rabeno-Platz 5, gegenüber der Pfarrkirche St. Margareta, ist ein geschütztes Baudenkmal.
Der zweigeschossige Putzbau mit steilem Satteldach und verputztem Fachwerkgiebel besitzt vier Fensterachsen an der Straßenseite. Die Tür wird von einer Sandsteinumrahmung mit Relief geschmückt.